# Aserbajdsjan ved sommer-OL 1996
Aserbajdsjan deltog i Sommer-OL 1996 i Atlanta, som blev arrangeret i perioden 19. juli til 4. august 1996.

## Medaljer
| 1996 Atlanta | Guld | Sølv | Bronze | Total |
| Aserbajdsjan | 0    | 1    | 0      | 1     |

### Medaljevinderne
| Aserbajdsjan under sommer-OL 2016 i Rio de Janeiro | Aserbajdsjan under sommer-OL 2016 i Rio de Janeiro | Aserbajdsjan under sommer-OL 2016 i Rio de Janeiro | Aserbajdsjan under sommer-OL 2016 i Rio de Janeiro | Aserbajdsjan under sommer-OL 2016 i Rio de Janeiro |
| Medalje                                            | Navn                                               | Sport                                              | Event                                              | Dato                                               |
| -------------------------------------------------- | -------------------------------------------------- | -------------------------------------------------- | -------------------------------------------------- | -------------------------------------------------- |
| Sølv                                               | Namik Abdullayev                                   | Brydning                                           | 52 kg fristil                                      | 1. august                                          |